# Кулагин, Александр Викторович
Алекса́ндр Ви́кторович Кула́гин (29 июня 1954) — советский гребец, серебряный призёр Олимпийских игр. Заслуженный мастер спорта СССР. Заслуженный тренер России.

## Карьера
На Олимпиаде в Москве в составе распашной четвёрки без рулевого завоевал серебряную медаль.
В настоящее время[какое?] работает тренером.